# Oblast Tambow
Koordinaten: 52° 42′ N, 41° 36′ O
Die Oblast Tambow (russisch Тамбовская область/ Tambowskaja oblast) ist eine Oblast im südlichen Russland. Sie liegt ungefähr auf halbem Weg zwischen Moskau und Wolgograd.
Mit nur rund 33 Einwohnern pro km² gehört die Oblast zu den dünner besiedelten Gebieten Zentralrusslands. Sie ist Teil des Oka-Don-Beckens und wird von der Zna, einem Nebenfluss der wiederum in die Oka mündenden Mokscha, entwässert. Das Klima ist gemäßigt kontinental.

## Geschichte
Ursprungsbevölkerung in der Oblast sind finno-ugrische Völker, aus denen dann die Mordwinen entstanden. Bereits vor dem 13. Jahrhundert zogen einzelne slawische Siedler zu. Doch eine planmäßige russische Besiedlung setzte erst im frühen 17. Jahrhundert ein. Zur Abwehr der Nomadenvölker, vor allem der Tataren, wurden Wehrsiedlungen gegründet. So entstanden 1635 respektive 1636 die Städte Koslow (heute Mitschurinsk) und Tambow. Verwaltet wurde es als Koslowski Ujesd (Gebiet Koslow) als Teil des Zarentums Russland. 1708 wurde die Region Teil des neu geschaffenen Gouvernements Asow. Im Jahre 1719 wurde das Gebiet in Provinz Tambow umbenannt. Es bildete bis 1725 eine von fünf Provinzen innerhalb des Gouvernements. Nach dessen Auflösung war es Bestandteil des Gouvernements Woronesch. 1779 entstand dann die eigenständige Statthalterschaft (auch Vizekönigreich genannt) Tambow. Aus dieser wurde 1796 das Gouvernement Tambow. Dieses bestand bis 1928. Im Russischen Bürgerkrieg war es 1920 bis 1922 Aufstandsgebiet der Tambow-Rebellion. Vom 14. Mai 1928 bis zum 13. Juni 1934 war es Bestandteil der Zentralen Schwarzerde Oblast, von 1934 bis zum 27. September 1937 der Oblaste Woronesch und Samara. Im heutigen Umfang entstand es am 4. Februar 1939, als sich die heutige Oblast Pensa von Tambow abspaltete.

## Bevölkerung
Bei den letzten russischen Volkszählungen in den Jahren 2002 und 2010 gab es eine Bevölkerungszahl von 1.178.443 respektive 1.091.994 Bewohnern. Somit sank die Einwohnerzahl in diesen acht Jahren um 86.449 Personen (−7,34 %). In Städten wohnten 2010 640.814 Menschen. Dies entspricht 58,68 % der Bevölkerung (in Russland 73 %). Bis zum 1. Januar 2014 sank die Einwohnerschaft weiter auf 1.068.934 Menschen. Die Verteilung der verschiedenen Volksgruppen sah folgendermaßen aus:
| Nationalität    | VZ 1989   | Prozent | VZ 2002   | Prozent | VZ 2010   | Prozent |
| --------------- | --------- | ------- | --------- | ------- | --------- | ------- |
| Russen          | 1.285.924 | 97,24   | 1.136.864 | 96,47   | 1.037.097 | 94,97   |
| Ukrainer        | 13.688    | 1,04    | 10.809    | 0,92    | 7.263     | 0,67    |
| Armenier        | 1.074     | 0,08    | 4.326     | 0,37    | 4.544     | 0,42    |
| Roma            | 3.117     | 0,24    | 2.957     | 0,25    | 4.120     | 0,38    |
| Tataren         | 2.298     | 0,17    | 2.730     | 0,23    | 2.292     | 0,21    |
| Aserbaidschaner | 1.683     | 0,13    | 2.307     | 0,20    | 1.903     | 0,17    |
| Jesiden         | 0         | 0,00    | 1.024     | 0,09    | 1.802     | 0,17    |
| Weißrussen      | 3.465     | 0,26    | 2.367     | 0,20    | 1.468     | 0,13    |
| Usbeken         | 854       | 0,06    | 448       | 0,04    | 766       | 0,07    |
| Kurden          | 37        | 0,00    | 688       | 0,06    | 721       | 0,07    |
| Deutsche        | 792       | 0,06    | 1071      | 0,09    | 638       | 0,06    |
| Juden           | 921       | 0,07    | 456       | 0,04    | 283       | 0,03    |
| Einwohner       | 1.322.372 | 100,00  | 1.178.443 | 100,00  | 1.091.994 | 100,00  |

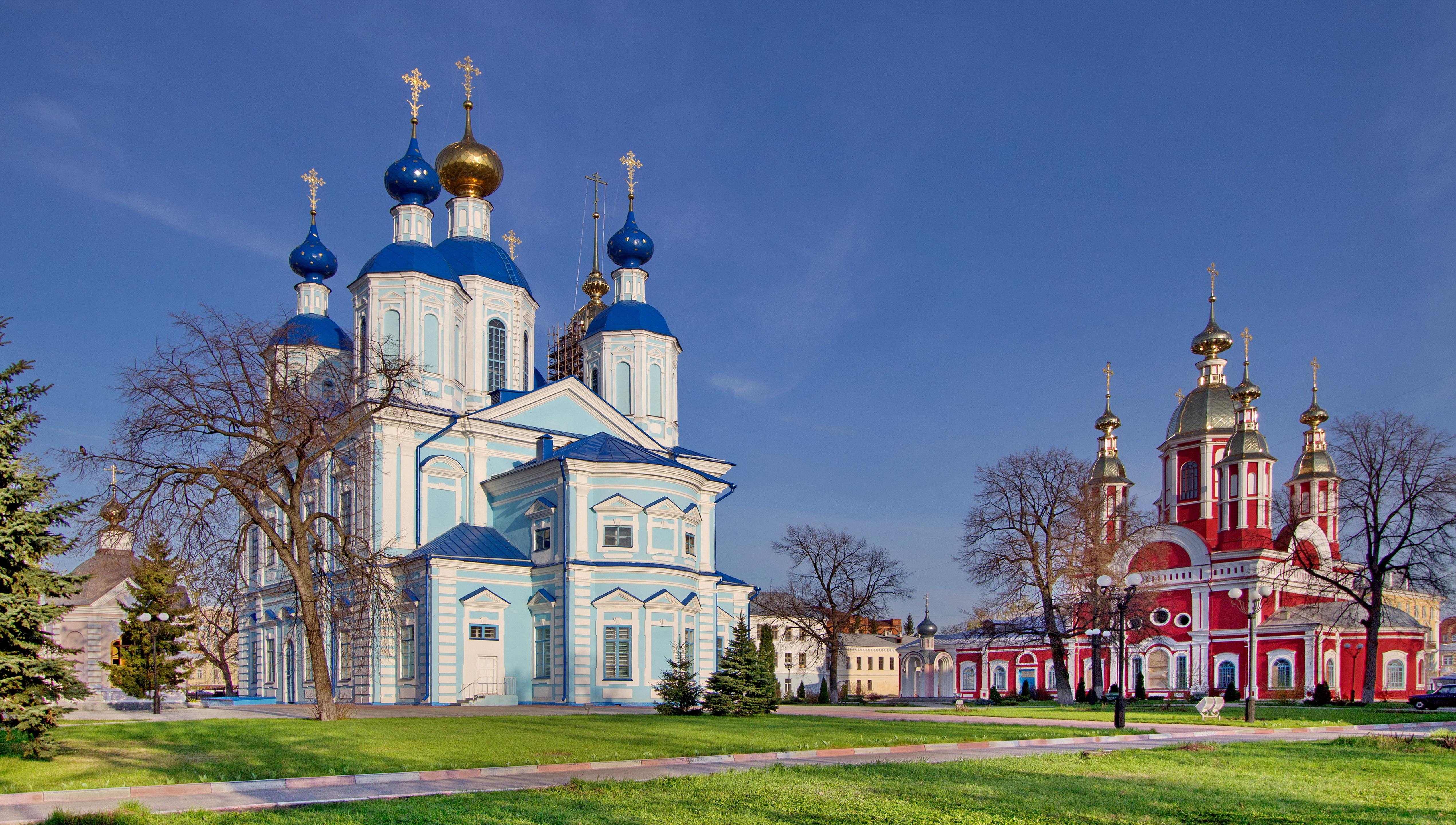
Gottesmutter-von-Kasan-Kirche in Tambow

Anmerkung: die Anteile beziehen sich auf Gesamtzahl der Einwohner. Also mitsamt dem Personenkreis, der keine Angaben zu seiner ethnischen Zugehörigkeit gemacht hat (2002 4.695 resp. 2010 22.708 Personen)
Die Bevölkerung des Gebiets besteht fast gänzlich aus Russen. Kleinere Minderheitsgruppen aus Ukrainern und Weißrussen entstanden in der Frühzeit der Sowjetunion. Deren Zahl sinkt allerdings stark. Aus dem Nordkaukasus, Transkaukasus und Zentralasien dagegen sind seit dem Ende der Sowjetunion einige Tausend Menschen zugewandert. Im Vergleich zu anderen russischen Regionen allerdings in geringerer Zahl.

### Religionen
Das Christentum ist die dominierende Religion in der Oblast Tambow. Die Mehrzahl der Christen gehört der Russisch-Orthodoxen Kirche an. Die zweitgrößte christliche Gruppierung sind die Baptisten. In Morschansk existiert eine evangelisch-lutherische Gemeinde, die meist von Deutschstämmigen aufgesucht wird. In Tambow gibt es zudem ein Gotteshaus der Römisch-katholischen Kirche, das im Jahr 1903 erbaut wurde. Dort findet der Gottesdienst in russischer und in polnischer Sprache statt.
Es leben 40.000 Muslime in der Oblast Tambow, die meisten von ihnen sind Tataren.

## Verwaltungsgliederung und Städte
Die Oblast ist in sieben Stadtkreise und in 23 Rajons unterteilt. Bedeutendste Städte nach der einzigen Großstadt der Oblast, dem Verwaltungszentrum Tambow, sind Mitschurinsk, Rasskasowo, Morschansk und Kotowsk. Insgesamt gibt es in der Oblast acht Städte und zwölf Siedlungen städtischen Typs.

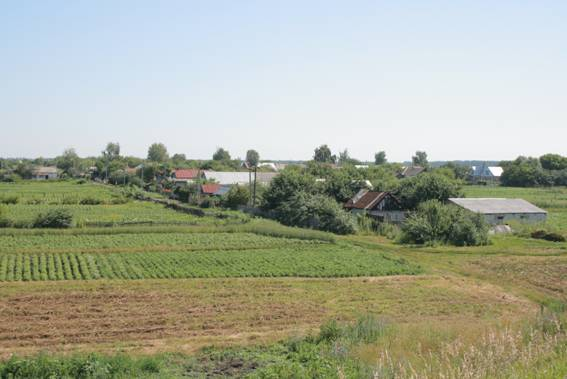
Das Dorf Peskowatka in der Oblast Tambow

| Name         | Russisch   | Einwohner (14. Oktober 2010) |
| ------------ | ---------- | ---------------------------- |
| Tambow       | Тамбов     | 280.161                      |
| Mitschurinsk | Мичуринск  | 98.758                       |
| Rasskasowo   | Рассказово | 45.484                       |
| Morschansk   | Моршанск   | 41.556                       |
| Kotowsk      | Котовск    | 31.850                       |

## Wirtschaft
Maschinenbau, chemische Industrie und Lebensmittelindustrie sind die wichtigsten Wirtschaftszweige. In der Landwirtschaft dominiert die Viehzucht und der Anbau von Viehfutter.